# Александър Теодоров-Балан
Александър Стоянов Теодоров-Балан е български езиковед, литературен историк и библиограф, действителен член на Българската академия на науките. Той е първият ректор на Софийския университет.

## Биография

### Произход
Балан е роден на 27 октомври 1859 г. в село Кубей, Бесарабия, днес в Украйна, в семейството на българи преселници от Сливенския край по време на Руско-турската война от 1828 – 1829 г., които първоначално живеят в Болград, а по-късно – и в Кубей. Неговият баща, Стоян Мартинов Балан, е от голям род, занимавал се с манифактурна търговия, като фамилията „Балан“ дошла от прякора „бял“ по плът, ставайки Балан. Майка му Мария Балан, по рождение Грекова, е сестра на политика Димитър Греков.
Братята на Александър Балан стават също видни личности, участвали в изграждането на следосвобожденска България: генерал Георги Тодоров, юриста и кмет на София Мартин Т(е)одоров, проф. Атанас Теодоров и инж. Михаил Балански.

### Научна кариера
След завършването на Болградската гимназия Балан следва последователно в Прага и Лайпциг. Завършва славянска филология в Прага с докторат за труда „За звука ь в новобългарския език“ през 1884 г., ставайки първия чужденец, завършил Карловия университет с докторат. Още като студент има публикации в българския периодичен печат, а след завършването си е приет за член на Българското книжовно дружество (днес БАН) по препоръка на Марин Дринов и Константин Иречек.
Завръщайки се в България през 1884 г., Балан става гимназиален учител в Пловдив. През 1885 – 1886 г. е поддиректор на Народната библиотека в София. През 1887 – 1888 г. работи в Просветното министерство, става началник на средното образование. След това е преподавател по славянска етнография, диалектология и история на българския език във Висшето педагогическо училище (днешния Софийски университет „Св. Климент Охридски“). От 1893 г. е професор и ръководител на катедрата по българска и славянска литература и катедрата по българска литература. Балан дава отговор на тезата, публикувана в книгата на Кръсте Мисирков от 1903 г. „За македонцките работи“. Опирайки се на диалектичната карта на проф. Цонев и на своите лингвистични изследвания, акад. Балан представя неопровержими доказателства за българския характер на населението в Македония, като подлага на унищожителна критика тезите на Мисирков.
Проф. Балан е първият ректор на университета, избран на 29 януари 1889 г., и още два пъти след това преизбиран на същия пост (1896 – 1897 и 1902 – 1903), а също така и за декан на Историко-филологическия факултет (1899 – 1900 и 1904 – 1905). От 1939 г. е почетен доктор на Софийския университет.
В края на XIX век и началото на XX век Балан е главен деловодител и деловодител на Българското книжовно дружество (днес Българска академия на науките). От 1939 г. е действителен член на БАН.
Когато след освиркването на княз Фердинанд от студентите (1907) университетът е затворен, а преподавателският състав уволнен, акад. Балан става главен секретар на Българската екзархия в Цариград. Остава на тази длъжност до средата на 1910 г., когато отново заема преподавателското си място в университета.
През 1909 г. Балан е инициатор за основаването на организацията Българска матица в Цариград, делегат е на нейния Пръв събор и е редактор на органа ѝ „Летоструй“.
Александър Теодоров-Балан е един от създателите на българското туристическо движение, както и на Българското туристическо дружество „Алеко Константинов“ (1901), и един от учредителите на  сп. „Турист“, орган на Дружеството (1902), и негов редактор; председател е на настоятелството на софийското дружество.

### Личен живот
Личният живот на Александър Балан често е драматичен. Академикът изповядва умереност във всичко, освен в любовта към родината. Неслучайно, когато завистливи колеги го принуждават да напусне Висшето училище, а на съпругата му – французойката Юлия (Жули) Гресо, отнемат учителското място, Балан не търси помощ от свои влиятелни познати.
Велик майстор във Великата българска масонска ложа, той лекува с малката си заплата болната си от туберкулоза жена, а след това погребва и трите си дъщери от общо седем деца. Изплаща към банките заемите, които прави, за да си построи малък дом на днешната улица „Св. Климент Охридски“ 4 в София. Каквото и да се случи, денят му е строго разпределен. Балан не обича компаниите, а приятелите Елин Пелин и др. го виждат само за малко на университетски празници.
Синовете му – Милко, Владимир и Станислав, имат тежка, но достойна съдба. Милко е професор по рентгенология и анатомия. Владимир Балан е летец и авиоинженер, директор на „Луфтханза“ за България. По време на Втората световна война е мобилизиран в Скопие, а след 9 септември 1944 г. изчезва завинаги. Балан понася мъжки загубата на петото си дете. Третият му син, Станислав Балан, юрист, секретар на цар Борис III, е съден от Първи върховен състав на т.нар. Народен съд по делото срещу регентите, министрите и царските съветници. Бащата се обръща с молба към Трайчо Костов, за чийто живот Станислав е ходатайствал пред царя през 1942 г. (процес срещу ЦК на БРП). Станислав Балан е осъден не на смърт, а на доживотен строг тъмничен затвор. След като излежава част от наказанието, е освободен и остава до смъртта на академика негов секретар, подготвяйки трудовете му за печат. Внучката на Александър Теодоров-Балан, дъщеря на сина му Владимир – Маргарита Балан, с юридическо образование, е лишена от правото да упражнява професията си и става „домакин“ в Института по езикознание при БАН.
Александър Балан доживява почти 100-годишна възраст и умира на 12 февруари 1959 г. в София.

## Памет
На професор Александър Теодоров-Балан е наречена улица в квартал „Младост 2“ в София (Карта).

## Научно наследство
Научното наследство на акад. Балан се определя на 866 заглавия на книги, студии, статии и бележки, от които 310 са посветени на българския език. Основно място в научните му занимания заемат изследванията, посветени на граматическия строеж на българския език, особеностите на българската звукова система, борбата с чуждиците, обогатяването на езика с нови думи, създавайки ги или изваждайки от забрава и одухотворявайки народни думи (гледище, становище, поява, предимство, възглед, творба, общуване, възбрана, украса, дейност, правник (за юрист), бележит, приемлив, уречен, преходник, чуждица, усет, заплаха, деец, дрешник, ревнител, следовник, почуда, новинар (за журналисти) и други). Публикува изследвания и в областта на литературната история.

### Избрани трудове
- Паисий Хилендарски. История славянобългарская (1762), Пловдив, 1898
- Софроний Врачански. За стогодишнината на новата българска печатна книга (1806-1906), София, 1906
- Кирил и Методий. Жития..., София, 1920
- Нова българска граматика, София, 1940
- Борба за съвременен правопис (1921 – 1923 г.), София, 1924
- Нова българска граматика за всякого, София, 1958
- Български книгопис за сто години. 1806-1905. София, 1909
- Избрани произведения, София, 1987
- Книга за мене си, София, 1988